# NGC 1136
NGC 1136 (również PGC 10807, być może także NGC 1135) – galaktyka spiralna z poprzeczką (SBa), znajdująca się w gwiazdozbiorze Zegara. Odkrył ją John Herschel 5 grudnia 1834 roku.